# Sowica cynobrowa
Sowica cynobrowa (Ninox ios) – gatunek średniej wielkości ptaka z rodziny puszczykowatych (Strigidae), podrodziny sowic. Występuje endemicznie na wyspie Celebes. Niezagrożony wyginięciem.

## Taksonomia i odkrycie
Holotyp zebrano w nocy z 5 na 6 kwietnia 1985 roku na terenie Parku Narodowego Bogani Nani Wartabone w północnej części wyspy Celebes, na wysokości 1120 m n.p.m. Początkowo okaz uznany za czerwonawą formę sowicy ochrowej (N. ochracea). Nie wyróżnia się podgatunków.

## Zasięg występowania
Gatunek endemiczny dla wyspy Celebes. Zasiedla górskie lasy w północnej, centralnej i południowo-wschodniej części wyspy. W 2016 roku organizacja BirdLife International podawała obszar zajmowany przez gatunek na 3700 km², jednak od tamtej pory odkryto nowe stanowiska w południowo-wschodniej części wyspy. Sowica cynobrowa spotykana jest w przedziale wysokości 1100–1800 m n.p.m.

## Morfologia
Wymiary podane zostały dla holotypu. Dziób mierzy 17,9 mm, skrzydło 172 mm, ogon 97 mm, skok 22,6 mm, z tego 11,6 mm stanowi część nieopierzona. Masa czaszki wynosi 78 g. Upierzenie luźne, skrzydła zaostrzone na końcu w porównaniu do innych sów, brak plamek na szlarze. Upierzenie w większości czerwonokasztanowe. Skrzydła i ogon rude, pokryte cienkimi czarnymi pasami. Na pokrywach skrzydłowych II rzędu trójkątne białe plamy, na nich zaś V-kształtne ciemne wzory. Tęczówki i nogi żółte.

## Behawior
Zebrany holotyp (będący samcem) prawdopodobnie był po odbytych lęgach. Przypuszczalnie żerowanie odbywa się podobnie jak u sowników (Aegotheliformes). Holotyp był również w trakcie pierzenia; pokrywy skrzydłowe II rzędu były przepierzone, zaś w ogonie brakowało dwóch sterówek. Poza tym biologia gatunku nieznana.

## Status, zagrożenia i ochrona
Międzynarodowa Unia Ochrony Przyrody (IUCN) od 2022 roku uznaje sowicę cynobrową za gatunek najmniejszej troski (LC, Least Concern); wcześniej, od 2000 roku była uznawana za gatunek narażony na wyginięcie (VU, Vulnerable). Liczebność populacji jest nieznana, a jej trend uznawany jest za stabilny. Lokalnie jest to gatunek pospolity. Prawdopodobne zagrożenie stanowi wycinka lasów, w szczególności jako przygotowanie miejsca dla plantacji olejowców gwinejskich (Elaeis guineensis). Sowica cynobrowa spotykana jest w trzech obszarach uznanych za ostoje ptaków IBA, w tym w dwóch parkach narodowych (Bogani Nani Wartabone i Lore Lindu).